# Huși
Huși (idiș: הוש‎ Huș, maghiară: Huszváros, germană: Hussburg) este un municipiu în județul Vaslui, Moldova, România. Se află aproape de frontiera de est a țării. Este format dintr-o singură localitate de rang III, cu o populație de 25.045 de locuitori (2021).

## Geografie
Municipiul Huși se situează în depresiunea omonimă, la o altitudine de 70–120 m, la 45 km est-nord-est de municipiul Vaslui. Este străbătut de pârâul Huși și este înconjurat de dealuri ocupate cu podgorii.

## Etimologie
Bogdan Petriceicu Hasdeu a afirmat că numele târgului Huși face referire la husiți, refugiați în Moldova în anii 1435 și 1460 și care au întemeiat colonia.
Episcopul Melchisedec Ștefănescu în monografia orașului a explicat numele de la boierul moldovean Husul, ce ar fi întemeiat și așezarea. Husul a fost menționat într-un document din 22 ianuarie 1495 prin care Ștefan cel Mare a confirmat lui Neagul Dumia și fratelui său Băloș o pătrime din satul Buzești, parte cumpărată de la Nastea nepoata lui Mihăilă Buzea și de la nepoata ei Mărina, „fata lui Husul”. Mihăilă Buzea explică numele satului, aflat la sud de Huși, între Căpotești și Ivănești, dispărut în prezent. Tot același Husul a fost menționat într-un act din 23 ianuarie 1502 prin care Ștefan cel Mare a confirmat slugilor sale, fraților Leva și Petru, „o bucată de pământ pe Sărata, partea ce este despre Ialan, pe din jos de târgul Hușului”, cumpărată de aceștia de la „Nastea și cu nepoata ei Mărina, fata Husului”. Melchisedec a fost de părere că boierul a deținut o moșie întinsă, ce cuprindea târgul Huși, satul Buzești, terenul dinspre râul Elan, precum și terenul de malul stâng al Prutului, pe râul Sărata, unde a existat în trecut târgul Sărății. Argumentul invocat a fost acela că în documentul din 13 martie 1489 privind întărirea pe care Ștefan cel Mare o dă lui Lupe armașul pentru o bucată de pământ în hotarul Alboteștilor, cumpărată de la nepoții lui Oană vornicul și o seliște peste Prut „unde a fost târgul Sărații, din sus de gura Sărații”, cumpărată de la „Stanciul, fiul lui Jurj al lui Hus”. De asemenea, Melchisedec a fost de părere că Huși a fost întemeiat sub Ștefan cel Mare de către foștii locuitori ai târgului Sărății, dispărut înainte de 1489 prin mutarea locuitorilor pe malul drept al Prutului, într-un loc mai ferit.
După Giurescu, nu se poate spune că Hus și Husul sunt unul și același, întrucât primul a trăit cu două generații înainte de cel de al doilea. Totuși, pentru acesta numele proprii din secolul al XV-lea în regiunea târgului Huși reprezintă un amănunt de luat în seamă. Iorgu Iordan a menționat că denumirea reprezintă forma de plural pentru Hus(ul), numele a celui mai probabil fondator al așezării, afirmație asupra căreia a fost de acord și Constantin C. Giurescu. Pentru Giurescu, la origine numele de Hus, articulat Husul, provine din slavicul hus cu semnificația de „gâscă”, nume purtat și de Jan Hus. În limba română, onomasticele provenite de la nume de păsări, pești sau patrupede au o frecvență ridicată, prin exemple ca Rață, Pajură, Șoim, slavicele Bivol, Păstrăv, Vâlcu („Lupul”) și altele.
Gheorghe Ghibănescu a încercat să stabilească o legătură între boierul Husul, cunoscut ca primul proprietar al târgului, și Ghervasă Gânscă (poreclă, formă arhaică pentru cuvântul „gâscă”), un presupus urmaș al fraților Leva și Petru menționați într-un document din 1502, teorie considerată de Ioan Bogdan ca fiind arbitrară și ridicolă. Pentru Bogdan, numele Huși al târgului sau numele propriu Husul nu au nicio legătură cu porecla care privește gâsca, nici cu maghiarul hús „carne”, numele târgului evocând husiții, numiți în secolul al XV-lea la singular hus și plural huși. Bogdan a completat că dacă numele ar fi fost luat de la proprietarul Husul s-ar fi numit „Husulești”, „Husești” sau „Huseni”. Asupra argumentului, Giurescu nu a fost de acord, întrucât există toponime fără sufixe de tipul -ești sau -eni în cazurile: Iași (pentru acesta derivat de la un Ias), Tamași (de la un Tamaș, provenit din maghiarul Tamás), Târzii (de la un cneaz Târziul), Tăuții (de la un Tăutu) și altele.

## Istorie
Localitatea Hușia fost atestată documentar în anul 1494, într-un document care amintește drumul „ce merge de la Vaslui la Huși”. Un alt document din 1497 amintește de Huși „ce iaste pe Drâslivțe”.

### Întemeiere
Misionarul Marco Bandini (1646) a consemnat tradiția întemeierii localității de către maghiarii husiți alungați de lângă hotarele Regatului Ungariei la 1460. Aceștia încă păstraseră la momentul vizitei misionarului tradiția husită a oficierii serviciului religios în limba maghiară.
Astfel originea este legată de primirea în această localitate, de către Alexandru cel Bun, a husiților, adepți ai teoriilor lui Jan Hus, alungați din Regatul Ungariei după ce mentorul lor a fost condamnat și executat prin ardere pe rug de către Conciliul de la Konstanz. Conform istoricului Gheorghe I. Năstase, o populație maghiară s-a stabilit în Huși în jurul anului 1460, la acel moment aparținând religiei husite. După misionarul Marco Bandini, la 1648 existau în târg atât români cât și maghiari, însă cei din urmă puțin mai numeroși, fiind în număr de 682 de oameni. Importanța la acea vreme a elementului maghiar era mare, astfel, un jude într-un an era român, în următorul an era maghiar.
Husiții din Huși au fost convertiți înapoi la religia romano-catolică după 150 de ani de către episcopul din Trotuș. Alte localități din zonă cu populație maghiară, precum Jeromosfalva, aflată pe malurile Prutului, au dispărut, iar localitatea Lunca Banului (Lunka) care s-a menținut ca așezare nu mai are nicio populație maghiară sau mărturii privind prezența acesteia în trecut. După secolul al XVI-lea, influența politică a Regatul Ungariei în Moldova a scăzut constant, iar pe fondul Reformei Protestante, și cea ecleziastică. Astfel, schimbarea de limbă a început a se petrece în secolul al XVIII-lea ca urmare a lipsei preoților de limbă maghiară. Ultima generație care a vorbit limba în Huși a murit la jumătatea secolului al XX-lea, însă populația s-a menținut prin conștiință și nume de familie specifice. La începutul secolului al XXI-lea populația romano-catolică se afla distribuită în cartierul Corni, fost sat numit anterior Magyarkorni, înglobat în Huși. Biserica se află într-o zonă apropiată, în același loc cu conventul franciscan, a cărui vechime atestă că catolicismul a cunoscut o perioadă de dezvoltare. După tradiția locală, anumite familii ceangăiești ar fi descendenți ai locuitorilor din Cioburciu (Csöbörcsök) de pe Nistru, localitate cunoscută a fi fost cea mai estică așezare maghiară, cu populația mutată în valea râului Prut la începutul anilor 1800 din calea Imperiului Rus.

### Dezvoltare
În 1495, Ștefan cel Mare a construit o biserică cu hramul „Sfinții Apostoli Petru și Pavel”. Un secol mai târziu, în 1598, domnitorul Ieremia Movilă a înființat Episcopia Hușilor, iar Biserica „Sf. Apostoli Petru și Pavel” a devenit catedrală episcopală.
În jurul anilor 1590–1600 au ajuns la Huși negustori evrei sefarzi veniți din Imperiul Otoman, care îi primise după ce fuseseră evacuați din Spania, prin 1452–1457. De la ei au rămas un cimitir și o sinagogă. Alt val de evrei, de data asta așkenazi, veniți din Galiția și din Podolia, s-a stabilit la Huși în secolele al XVIII-lea și al XIX-lea.
O dezvoltare intensă cunoaște localitatea Huși după anul 1832, când, prin aplicarea Regulamentului organic, i se atribuie titlul de oraș, iar în anul 1834 devine capitală de ținut cu isprăvnicie, judecătorie, eforie și o școală primară.
Potrivit călătorului János Jerney⁠(hu)[traduceți] (1851), zona locuită de romano-catolici era denumită Magyar Korni, iar în limba română Corni-Unguri, cartierul de nord al Hușiului din ținutul Fălciu, ocolul Prut. Biserica catolică, deși așezată într-o poziție frumoasă, avea clădirea construită din chirpici și sub forma unei case iar paroh era secuiul Mihály Rapczon. Era moșie a episcopului de Huși, ce își avea și catedrala din piatră în centrul orașului, construită peste vechea biserică catolică. Cei 2000 de catolici găsiți de acesta în parohie nu mai vorbeau limba maghiară, cu excepția unei familii de secui și a două familii de ceangăi maghiari provenite din Săbăoani. Ca număr, în Huși maghiarii erau 682 de persoane și erau mai mulți decât românii, erau primii în toate și aveau obiceiul, considerat de acesta „straniu”, ca în semn de onoare să ofere tigve de câte 8–10 sextare pline de vin oaspeților. În timpul vizitei, un preot a oferit credincioșilor predici în limba maghiară și s-a oferit Confirmarea pentru 124 de persoane, dar ar fi fost și mai mulți dacă nu erau reținuți la beilicurile domnești. Jerney remarcase că cei din Huși nu au știut până atunci de sacramentul Confirmării.
Hușiul este numit uneori „orașul dintre vii”, fiind înconjurat în vechime din toate părțile de podgorii; în „Descrierea Moldovei”, Dimitrie Cantemir a plasat vinul de Huși pe locul al doilea după cel de Cotnari.
După ocuparea sovietică a Basarabiei din iunie 1940, cea mai mare parte a materialelor de rezervă, personalul și arhiva postului Radio Basarabia au fost retrase de la Chișinău la Huși. Până la Al Doilea Război Mondial, evreii alcătuiau aproximativ 30% din populația orașului Huși.
Orașul Huși a obținut statutul de municipiu în 1995.

## Demografie
Componența etnică a municipiului Huși
     Români (80,64%)
     Romi (1,1%)
     Alte etnii (0,07%)
     Necunoscută (18,19%)
Componența confesională a municipiului Huși
     Ortodocși (68,88%)
     Romano-catolici (11,72%)
     Alte religii (0,53%)
     Necunoscută (18,87%)
Conform recensământului efectuat în 2021, populația municipiului Huși se ridică la 25.045 de locuitori, în scădere față de recensământul anterior din 2011, când fuseseră înregistrați 26.266 de locuitori. Majoritatea locuitorilor sunt români (80,64%), cu o minoritate de romi (1,1%), iar pentru 18,19% nu se cunoaște apartenența etnică. Din punct de vedere confesional, majoritatea locuitorilor sunt ortodocși (68,88%), cu o minoritate de romano-catolici (11,72%), iar pentru 18,87% nu se cunoaște apartenența confesională.
0500010.00015.00020.00025.00030.00035.00019121948196619922011populațiePopulația istorică din Huși
Date: Recensăminte sau birourile de statistică - grafică realizată de Wikipedia

## Politică și administrație
Municipiul Huși este administrat de un primar și un consiliu local compus din 19 consilieri. Primarul, Ioan Ciupilan[*], de la Partidul Social Democrat, este în funcție din 2008. Începând cu alegerile locale din 2024, consiliul local are următoarea componență pe partide politice:
|  | Partid                          | Consilieri | Componența Consiliului | Componența Consiliului | Componența Consiliului | Componența Consiliului | Componența Consiliului | Componența Consiliului | Componența Consiliului | Componența Consiliului | Componența Consiliului | Componența Consiliului |
|  | ------------------------------- | ---------- | ---------------------- | ---------------------- | ---------------------- | ---------------------- | ---------------------- | ---------------------- | ---------------------- | ---------------------- | ---------------------- | ---------------------- |
|  | Partidul Social Democrat        | 10         |                        |                        |                        |                        |                        |                        |                        |                        |                        |                        |
|  | Alianța pentru Unirea Românilor | 4          |                        |                        |                        |                        |                        |                        |                        |                        |                        |                        |
|  | Partidul Național Liberal       | 4          |                        |                        |                        |                        |                        |                        |                        |                        |                        |                        |
|  | Uniunea Salvați România         | 1          |                        |                        |                        |                        |                        |                        |                        |                        |                        |                        |

## Orașe înfrățite
- Cimișlia (Republica Moldova)
- Sîngera (Republica Moldova)[17]

## Cultură
Muzeul Municipal, înființat în 1957, este în prezent desființat și în ruine, fiind situat în centrul orașului. Muzeul Viticulturii este organizat și administrat de Liceul Agricol „Dimitrie Cantemir”. Orașul deține biblioteca „Mihai Ralea”, un cinematograf public și mai multe parcuri.

### Biserici
- Catedrala Episcopală a Hușilor (VS-II-a-A-06839) - a fost construită de domnitorul Ștefan cel Mare în anul 1495, fiind refăcută de către episcopul Inochentie al Hușilor în perioada 1753–1756. Între anii 1598–1949 a îndeplinit rolul de catedrală episcopală a Hușilor, iar după reînființarea Episcopiei Hușilor în 1996 și-a reluat acest rol. Se află pe strada Mihail Kogălniceanu, nr. 19. Palatul Episcopal a fost construit între anii 1782–1792, iar muzeul eparhial a fost reconstruit în perioada 1998–2003.
- Biserica „Sf. Voievozi” (VS-II-a-B-06832) - construită între anii 1849-1855 de către breasla negustorilor bogasieri; se află pe strada Eroilor, nr. 10.
- Biserica „Sf. Dumitru” - construită între anii 1834-1836; se află pe strada Ștefan cel Mare, nr. 143.

### Clădiri istorice
- Banca Raiffeisen Bank (VS-II-m-B-06849), clădire construită în perioada 1938–1940 și aflată pe strada General Teleman, nr. 1
- Casa Adam Mitache, azi Muzeul municipal (VS-II-m-A-06845), clădire construită la începutul secolului al XIX-lea și aflată pe strada General Teleman, nr. 8.
- Tribunalul fostului județ Fălciu, azi Casa de cultură „Alexandru Giugaru” (VS-II-m-B-06835), clădire construită în anul 1892, reparată capital în anii 1988–1999 și aflată pe strada Alexandru Giugaru, nr. 1.
- Liceul Teoretic „Cuza Vodă” (VS-II-m-B-06838), clădire construită în 1913 și aflată pe strada Mihail Kogălniceanu, nr. 15.

### Monumente
- Statuia lui Ștefan cel Mare - realizată din bronz de sculptorul Gheorghe Alupoae și amplasată în 1995 în curtea Episcopiei
- Grupul statuar „Slavă eroilor români”[18] ridicat în memoria Eroilor din Primul Război Mondial (VS-IV-m-B-06915) - realizat de sculptorul Mihai Onofrei și amplasat în 1928 în Parcul Rodina
- Bustul lui Dimitrie Cantemir - realizat din piatră albă de sculptorul Iftimie Bârleanu și amplasat în centrul civic al orașului
- Bustul lui Alexandru Ioan Cuza - realizat din piatră albă de sculptorul Vasile Aciobăniței și amplasat în 1959 în parcul din fața Liceului „Cuza Vodă”
- Bustul lui Mihail Kogălniceanu - realizat din piatră albă de sculptorul Vasile Aciobăniței și amplasat în 1959 în fața Colegiului agricol “Dimitrie Cantemir”, pe strada Mihail Kogălniceanu
- Bustul generalului Gheorghe Teleman (VS-IV-m-B-06914) - realizat din bronz și amplasat în anul 1914 în Parcul Cuza Vodă
- Bustul pictorului Ștefan Dimitrescu (VS-IV-m-B-06916) - dezvelit în sec. XX în incinta Muzeului municipal de pe strada General Teleman nr. 8

## Personalități
- Victor Anastasiu (1886 – 1972), medic, psihofiziolog
- Aurel Bordenache (1902 – 1987), pictor, sculptor și grafician
- Radu Cernătescu (1894 – 1958), chimist
- Constantin Codrescu (1931 – 2022), actor
- Nicolae Dabija (1837 – 1884), general și om politic
- Ștefan Dimitrescu (1886 – 1933), pictor
- Alexandru Giugaru (1897 – 1986), actor
- Cristina Grigoraș (n. 1990), canotoare
- Anton Holban (1902 – 1937), scriitor
- Nicolae Hortolomei (1885 – 1961), medic chirurg, director al clinicii de Chirurgie și Urologie de la Spitalul Colțea din București, profesor universitar la Facultatea de Medicină, membru titular (1948) al Academiei Române
- Nicolae Malaxa (1884 – 1965), industriaș
- Nicolae Negură (1832 – 1884), medic, profesor de chirurgie, fondator al Școlii de chirurgie din Iași
- Costache Olăreanu (1929 - 2000) - scriitor
- Mihai Ralea (1896 – 1964), critic literar
- Aneta Slivneanu (1944 - 2012), primar
- Constantin Stamati (1786 – 1869),  scriitor, membru fondator al Societății Academice Române[a]
- Gheorghe Teleman (1838 – 1913), general și om politic
- Ștefan Tofan⁠(d) (n. 1965), rugbist
- Corneliu Zelea Codreanu (1899 – 1938), politician, fondator al Legiunii Arhanghelul Mihail

## Sport
- Fotbal:
  - Fotbal Club Muncipal Huși
  - Fotbal Pajura Huși
  - Steaua Mecanica Huși
  - ACS Hușana
- Baschet:
  - CSM Huși

## Imagini

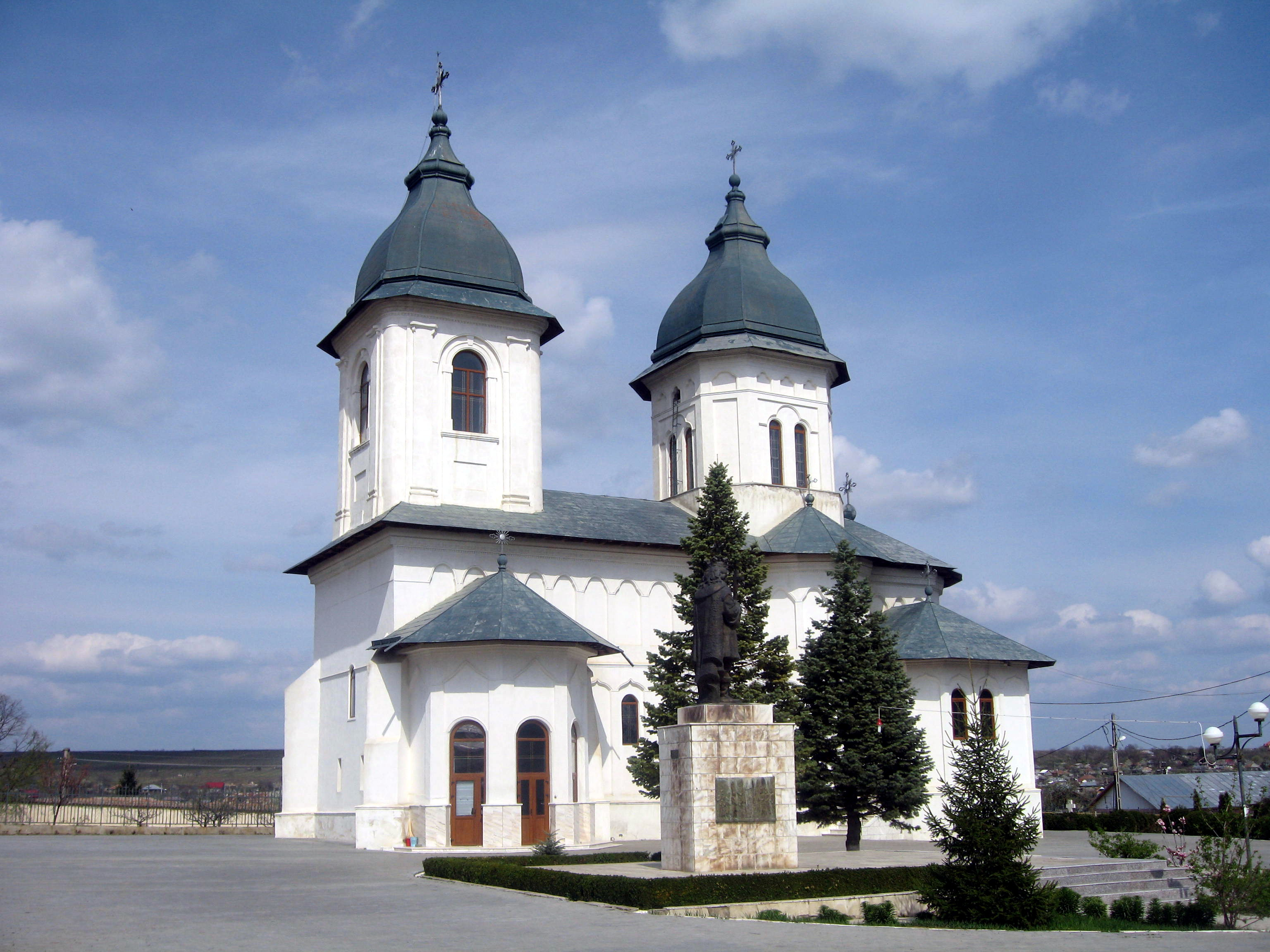
Catedrala Episcopală a Hușilor
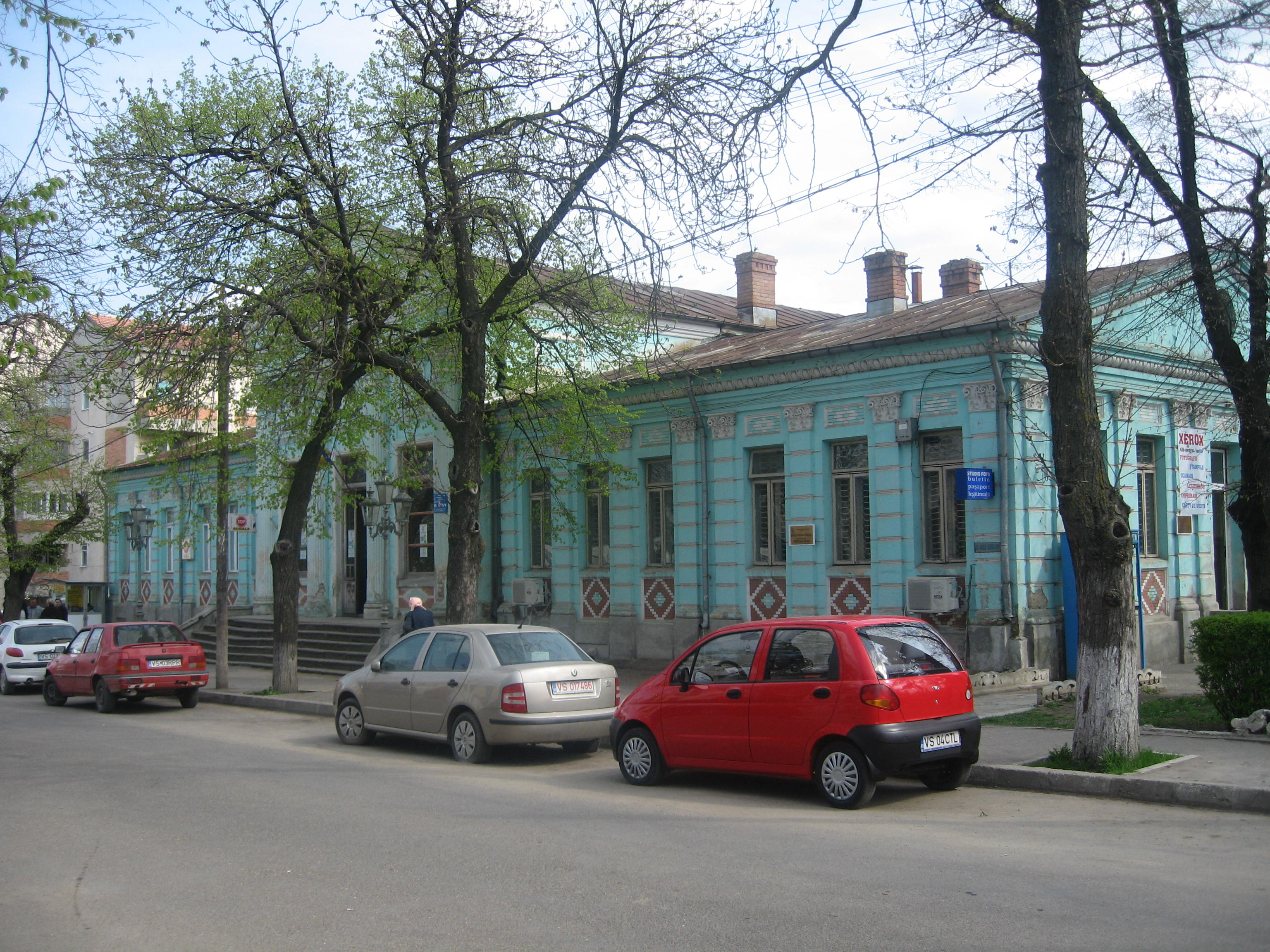
Tribunalul fostului județ Fălciu, azi Casa de cultură „Alexandru Giugaru”
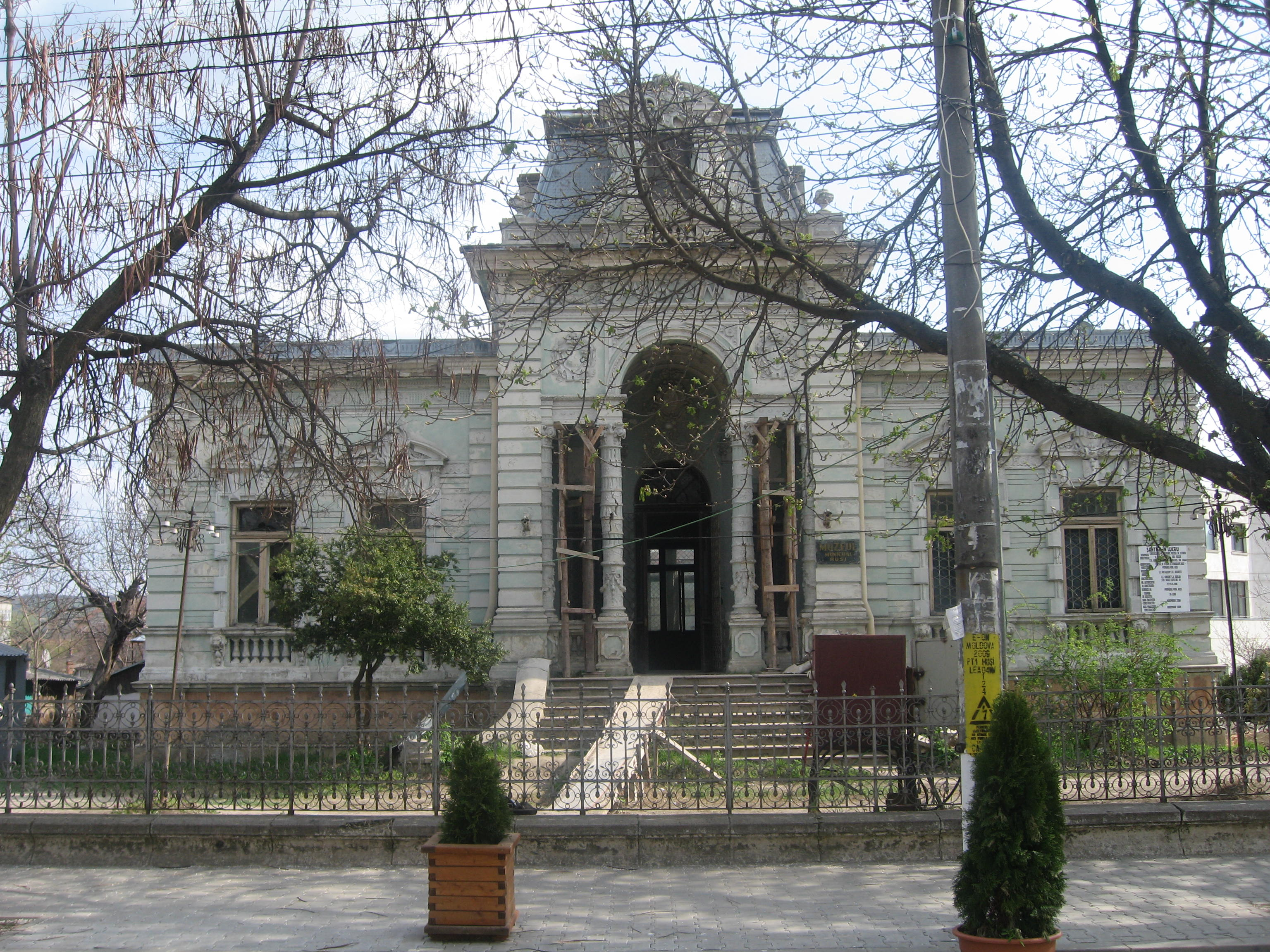
Casa "Adam Mitache", azi Muzeul municipal
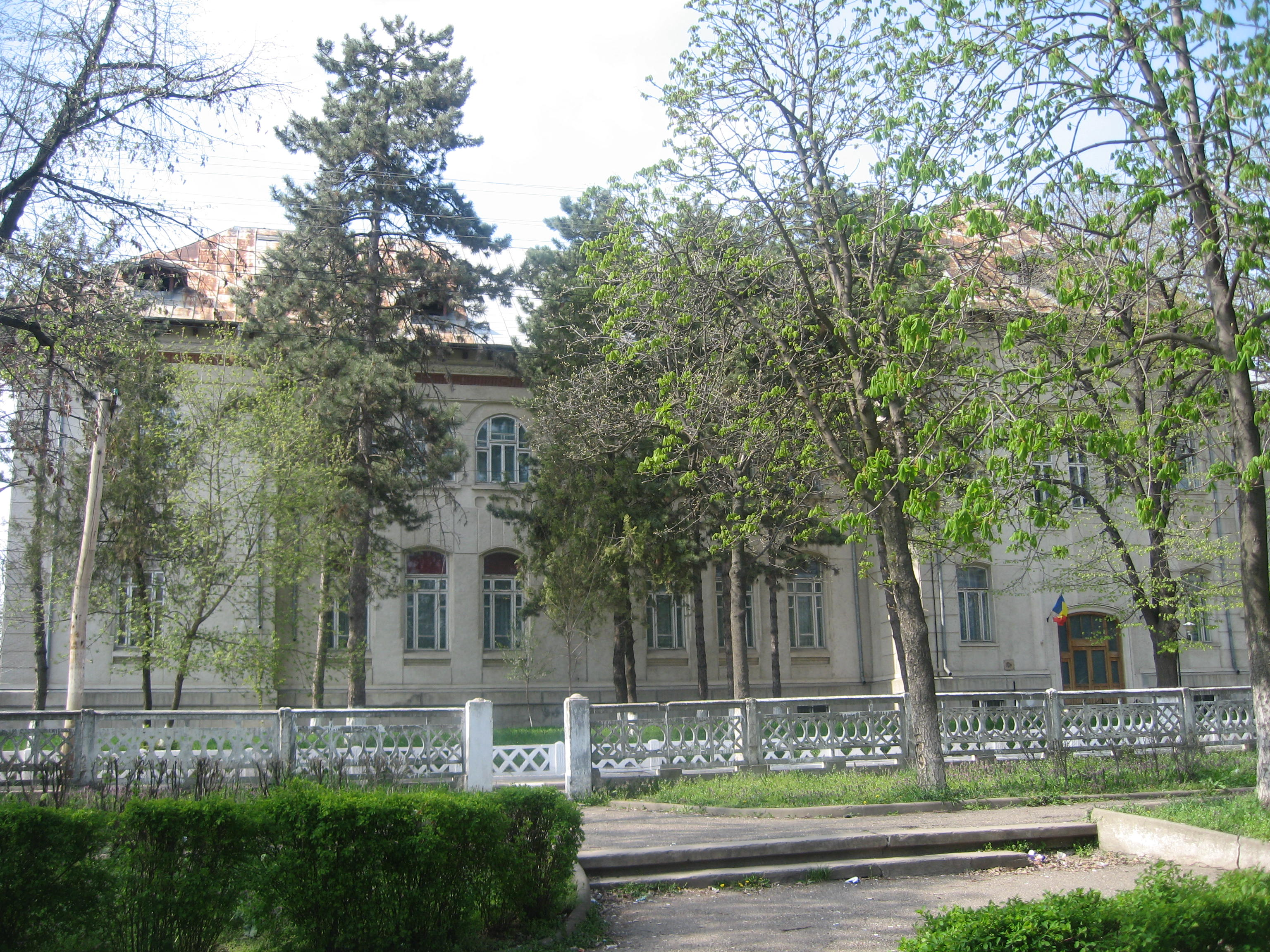
Colegiul Național „Cuza Vodă” din Huși
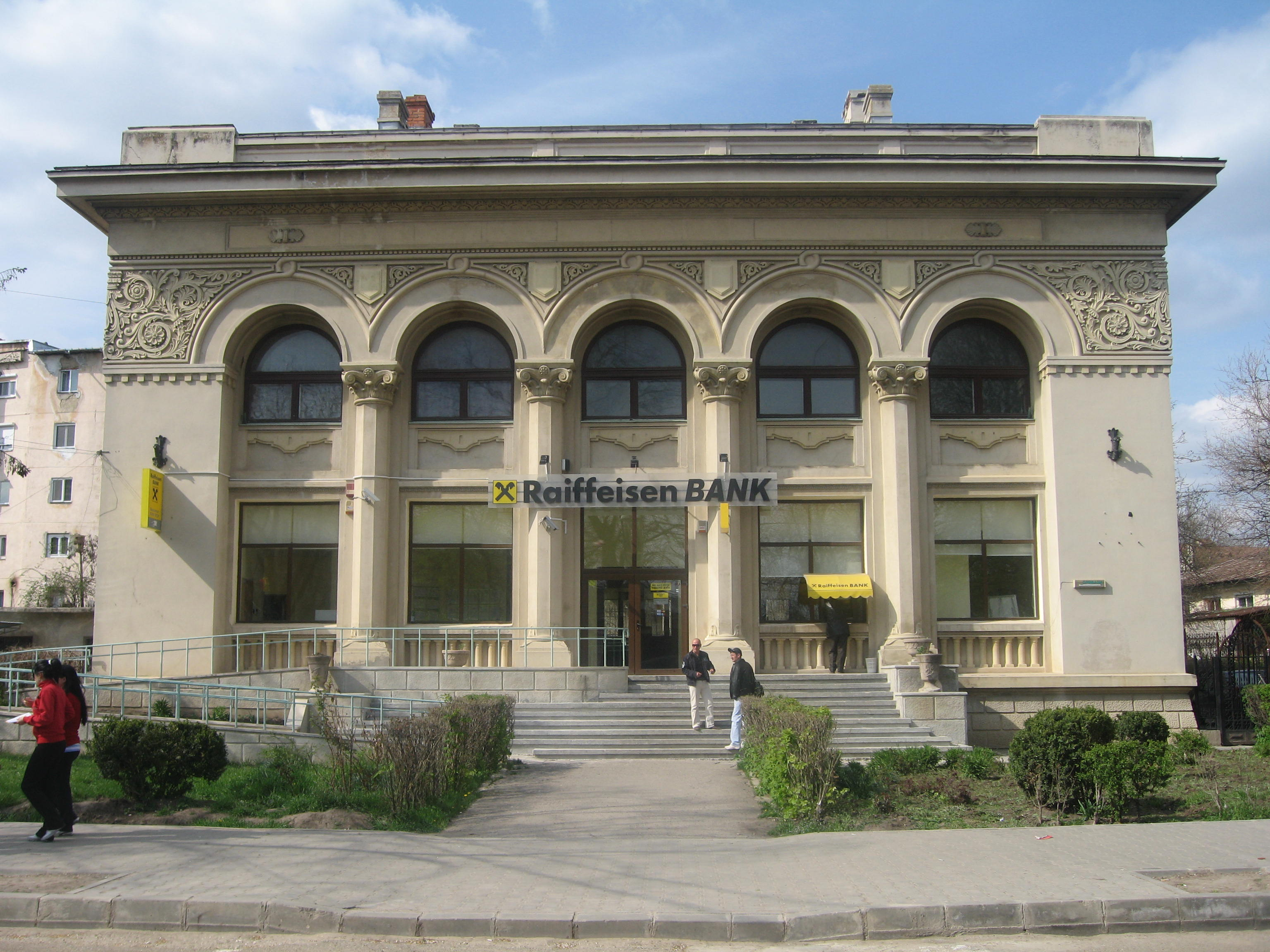
Banca Raiffeisen, clădire monument istoric
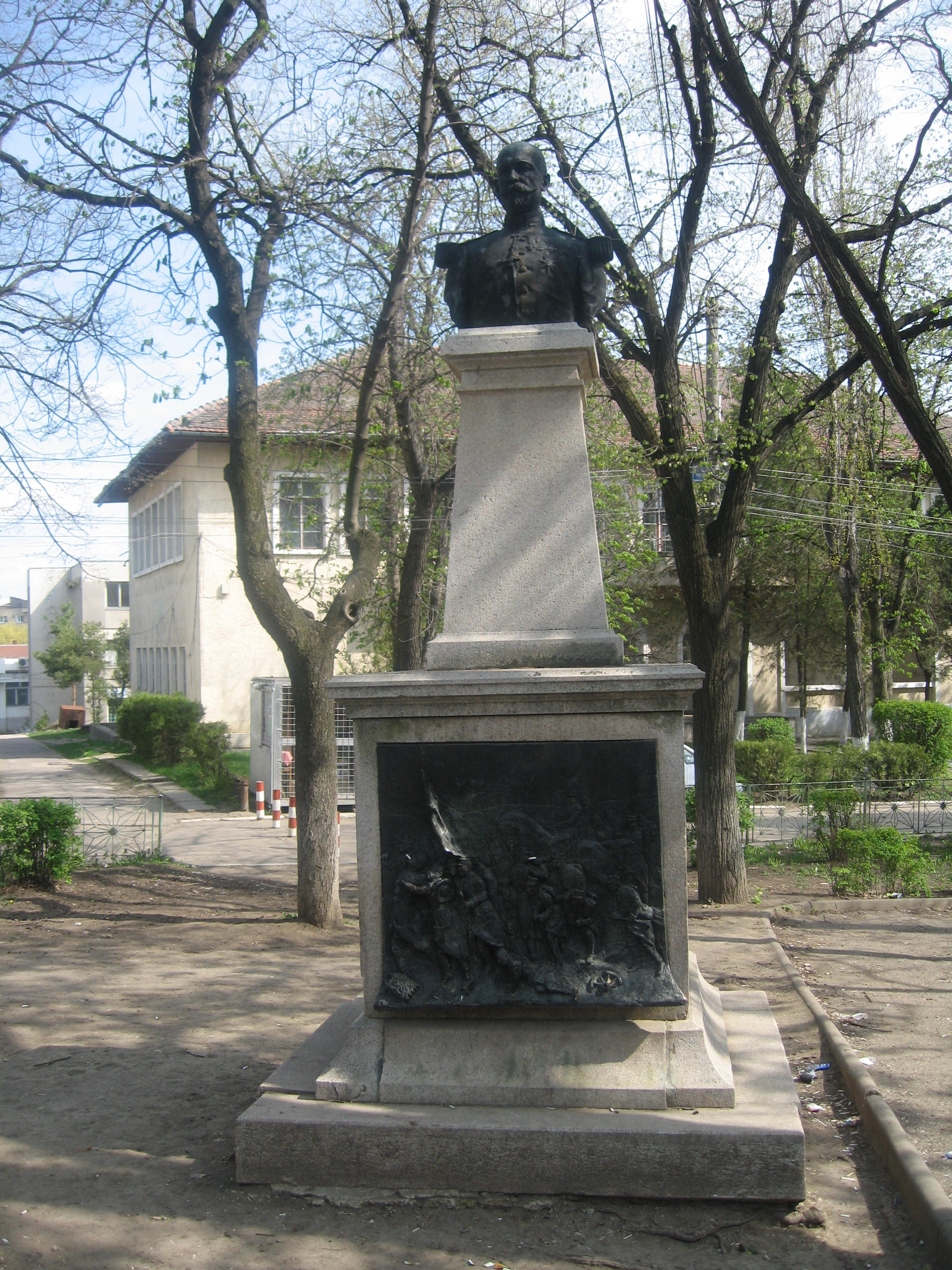
Bustul generalului Gheorghe Teleman